# Chris Colfer
Christopher "Chris" Paul Colfer, född 27 maj 1990 i Colvis, Kalifornien, är en amerikansk skådespelare, sångare, författare och filmproducent. Han är mest känd för sin roll som Kurt Hummel i TV-serien Glee, för vilken han vann en Golden Globe 2011 för Bästa manliga biroll i en tv-serie, miniserie eller tv-film. Colfer var även 2011 med på Time Magazines lista över världens 100 mest inflytelserika personer.

## Biografi
Colfer föddes i Clovis, Kalifornien, och är son till Karyn och Tim Colfer. Colfers familj har irländsk härkomst och säger att St. Patricks Day ofta blir en stor familjefest. Han var hemskolad under halva årskurs 7 och 8 eftersom han var mobbad i skolan.
Under sin tid som student vid Clovis East High School var Colfer involverad i tal- och debattprogram, där han vann många tal- och debatt-titlar, samt att han placerade sig på en nionde plats i den statliga tävlingen för Dramatisk tolkning, var aktiv i dramaklubben, var president i författarens klubb och redaktör för skolans litterära tidskrift. Som high school senior skrev han, spelade i och regisserade en parodipjäs av Sweeney Todd med titeln "Shirley Todd", där alla rollerna hade omvända kön. En av hans verkliga skolupplevelser förvandlades senare till en handling för hans karaktär i Glee då hans högstadielärare förnekade honom chansen att sjunga "Defying Gravity" från musikalen Wicked eftersom den traditionellt sjungs av en kvinna. Hans farmor, som var en präst, lät honom sjunga låten i sin kyrka.

### Karriär
Under sin uppväxt sysslade Colfer mycket med samhällsteater och var med i många pjäser. Den första showen han var inblandad i var West Side Story. Han spelade också i en produktion av The Sound of Music som karaktären Kurt, varifrån Ryan Murphy fick namnet till Colfers karaktär i Glee.
När Colfer var arton år spelade han Russel Fish i Russel Fish: The Sausage and Eggs Incident, en kortfilm där en besvärlig tonåring måste passera ett fysisk konditionstest eller misslyckas idrottsklassen och därmed förlora sin antagning till Harvard University.
Colfers första tv-roll kom 2009 när han fick rollen som Kurt Hummel i tv-serien Glee. Kurt är en modern gay kontratenor som rutinmässigt blir mobbad i skolan, inte bara för att vara gay men också för att vara en del av den mycket impopulära Glee Club. Colfer provspelade för rollen som Artie Abrams som använder rullstol. Den rollen gick så småningom till Kevin McHale. Showens skapare Ryan Murphy blev så imponerad av Colfer att han skapade rollen som Kurt speciellt för honom. Murphy förklarade i finalen av säsong två av The Glee Project att Colfer var inspirationen för projektet eftersom han inte passade den roll han provspelade för men var fortfarande "otrolig och speciell" så en roll skapades för honom.
Colfer vann 2011 en Golden Globe för bästa manliga biroll i en tv-serie för sin prestation som Kurt Hummel. Han var 2010 samt 2011 nominerad till en Emmy i kategorin enastående manliga biroll i en komediserie för sin roll som Kurt.

### Privatliv
Colfer är öppet gay och berättade för Access Hollywood att hans föräldrar accepterade honom men att han ofta var mobbad i skolan. Colfers yngre syster Hannah lider av svår epilepsi och upplever ofta mer än 50 anfall på en timme. Colfer har sagt att när han var yngre brukade han använda skådespeleriet som en metod för att undkomma stressen med att ha en familjemedlem med funktionshinder.

## Filmografi

### Tv-serier
| År         | Titel              | Roll                      | Noteringar |
| ---------- | ------------------ | ------------------------- | --- |
| 2009–nutid | Glee               | Kurt Hummel               | Main Cast - Screen Actors Guild Awards för Outstanding Performance by an Ensemble in a Comedy Series (2010) - Teen Choice Awards för Choice TV: Male Scene Stealer (2010) - Golden Globe Award för Best Supporting Actor – Series, Miniseries or Television Film (2011) - Teen Choice Awards för Choice TV Actor: Comedy (2012) - People's Choice Awards för Favorite TV Comedy Actor (2013) - Nominerad – Satellite Award för Best Supporting Actor – Series, Miniseries or Television Film (2009–2010) - Nominerad – Primetime Emmy Award för Outstanding Supporting Actor in a Comedy Series (2010–2011) - Nominerad – Monte-Carlo TV Festival Award för Outstanding Actor – Comedy Series (2011) - Nominerad – Screen Actors Guild Awards för Outstanding Performance by a Male Actor in a Comedy Series (2011) - Nominerad - Teen Choice Awards för Choice TV: Male Scene Stealer (2011) - Nominerad – AfterEllen.com och AfterElton.com Lesbian/Bi People's Choice Awards "Favorite Music Duo or Group" (tillsammans med Glee Cast) (2011) - Nominerad - People's Choice Awards för Favorite TV Comedy Actor (2012) - Nominerad – Screen Actors Guild Awards för Outstanding Performance by an Ensemble in a Comedy Series (2011-2013) - Nominerad – Teen Choice Awards för Choice TV Actor: Comedy (2013) |
| 2011       | The Cleveland Show | Kurt Hummel (endast röst) | Avsnitt 2x11 "How Do You Solve a Problem Like Roberta?" |
| 2012       | The Glee Prodject  | Sig själv                 | Gästmentor, avsnitt 2.11 "Glee-ality" |

### Film
| År   | Titel                                      | Roll            | Noteringar                                |
| ---- | ------------------------------------------ | --------------- | ----------------------------------------- |
| 2009 | Russel Fish: The Sausage and Eggs Incident | Russel Fish     | Kortfilm                                  |
| 2010 | Marmaduke                                  | Drama Dog #2    | Endast röst                               |
| 2011 | Glee: The 3D Concert Movie                 | Kurt Hummel     | Konsert dokumentär                        |
| 2012 | 8                                          | Ryan Kendall    | Amerikansk teaterpjäs                     |
| 2012 | Struck by Lightning                        | Carson Phillips | Ledande roll - manusförfattare, producent |

## Diskografi
- Glee: The Music, Volume 1 (2009)
- Glee: The Music, Volume 2 (2009)
- Glee: The Music, The Power of Madonna (2010)
- Glee: The Music, Volume 3 Showstoppers (2010)
- Glee: The Music, Journey to Regionals (2010)
- Glee: The Music, The Rocky Horror Glee Show (2010)
- Glee: The Music, The Christmas Album (2010)
- Glee: The Music, Volume 4 (2010)
- Glee: The Music, Volume 5 (2011)
- Glee: The Music Presents the Warblers (2011)
- Glee: The Music, Volume 6 (2011)
- Glee: The 3D Concert Movie (Motion Picture Soundtrack) (2011)
- Glee: The Music, The Christmas Album Volume 2 (2011)
- Glee: The Music, Volume 7 (2011)
- Glee: The Music, The Graduation Album (2012)